# آتشدان ابنون

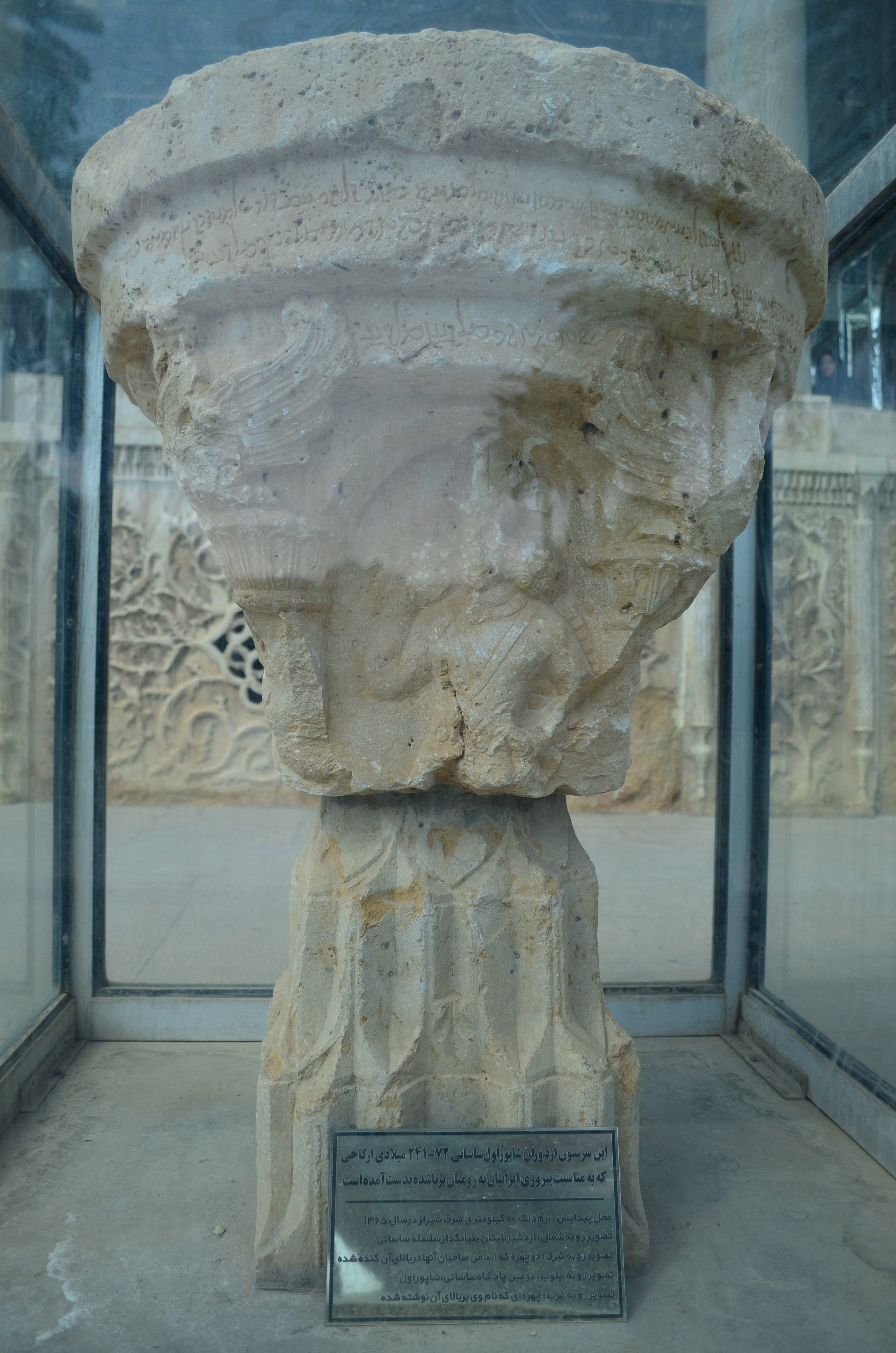
آتشدان و سنگ‌نوشته ابنون در موزه نارنجستان قوام

آتشدان اَبنون ستون آتشدانی مربوط به دوره ساسانی است که در برم دلک در ۱۰ کیلومتری شرق شیراز کشف شد و در حال حاضر در باغ نارنجستان قوام نگهداری می‌شود. سنگ‌نوشته‌ای بر اطراف آتشدان نوشته شده‌است. موضوع کتیبه بنای آتشگاهی به فرمان ابنون، آیینیگ (رئیس تشریفات) دربار، به یادبود پیروزی شاپور یکم در ۲۴۳ میلادی بر سپاه مهاجم روم است. بر چهار طرف این پایهٔ آتشدان پنج چهره تصویر شده و زیر هر یک نام و عنوان صاحب آن آمده‌است.
این آتشدان در سال ۱۳۶۵ در هنگام تعمیر و گسترش صحن امامزاده‌ای به نام امامزاده ابراهیم در نزدیکی نصرآباد در ۱۰ کیلومتری شرق شیراز کشف گردید و به نارنجستان قوام منتقل شد. نام و تصویر اردشیر بابکان، شاپور یکم، بهنام، اسپیز و ابنون بر این آتشدان موجود است. در بالای این تصاویر کتیبه‌ای حلقه‌وار در سه سطر در دور ستون کنده شده‌است و موضوع آن بنای آتشگاه به یادبود پیروزی شاپور یکم است. این آتشدان در سال سوم سلطنت شاپور ساخته شده‌است.

## نگارخانه

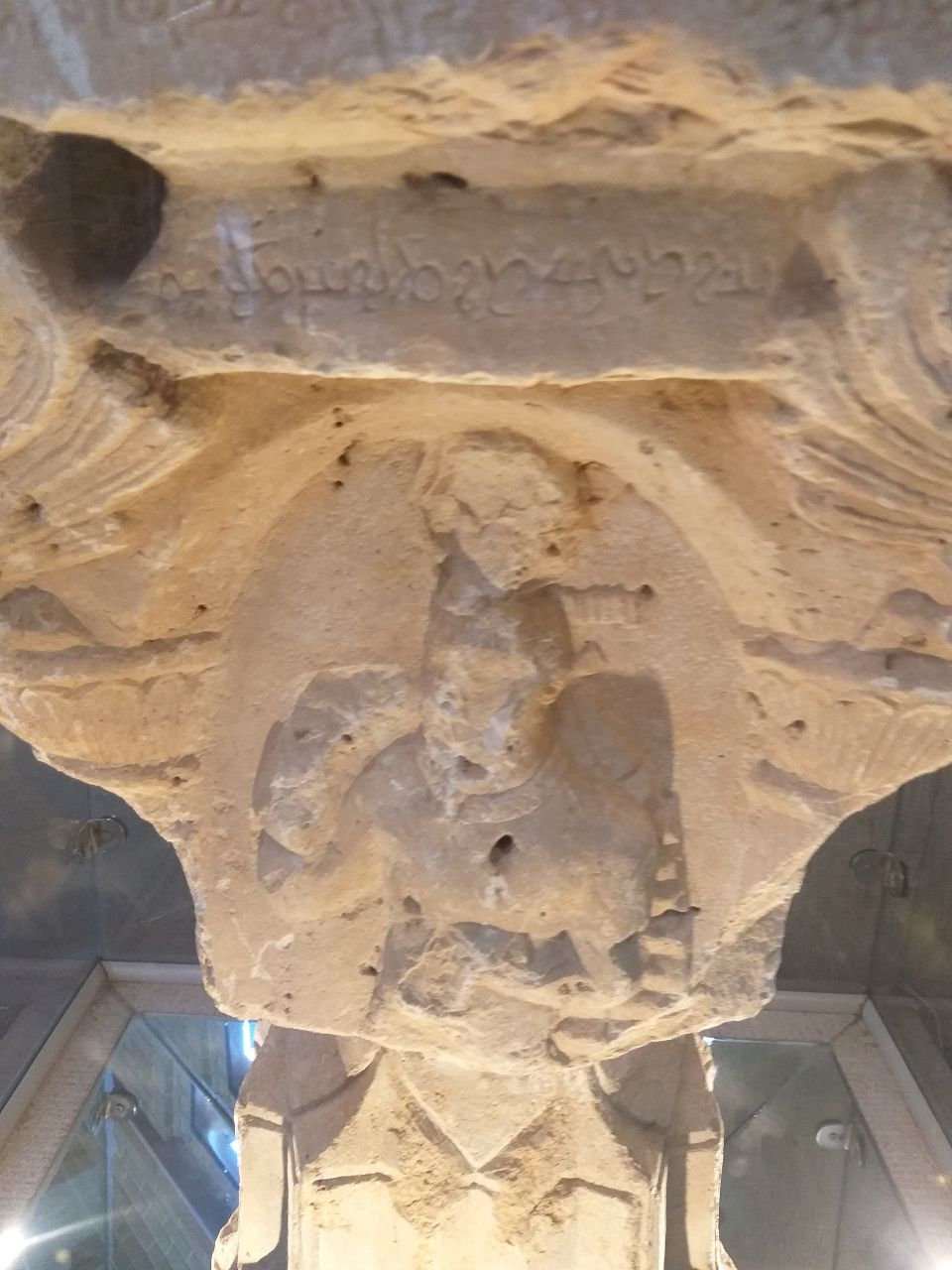
نام و تصویر اردشیر بابکان
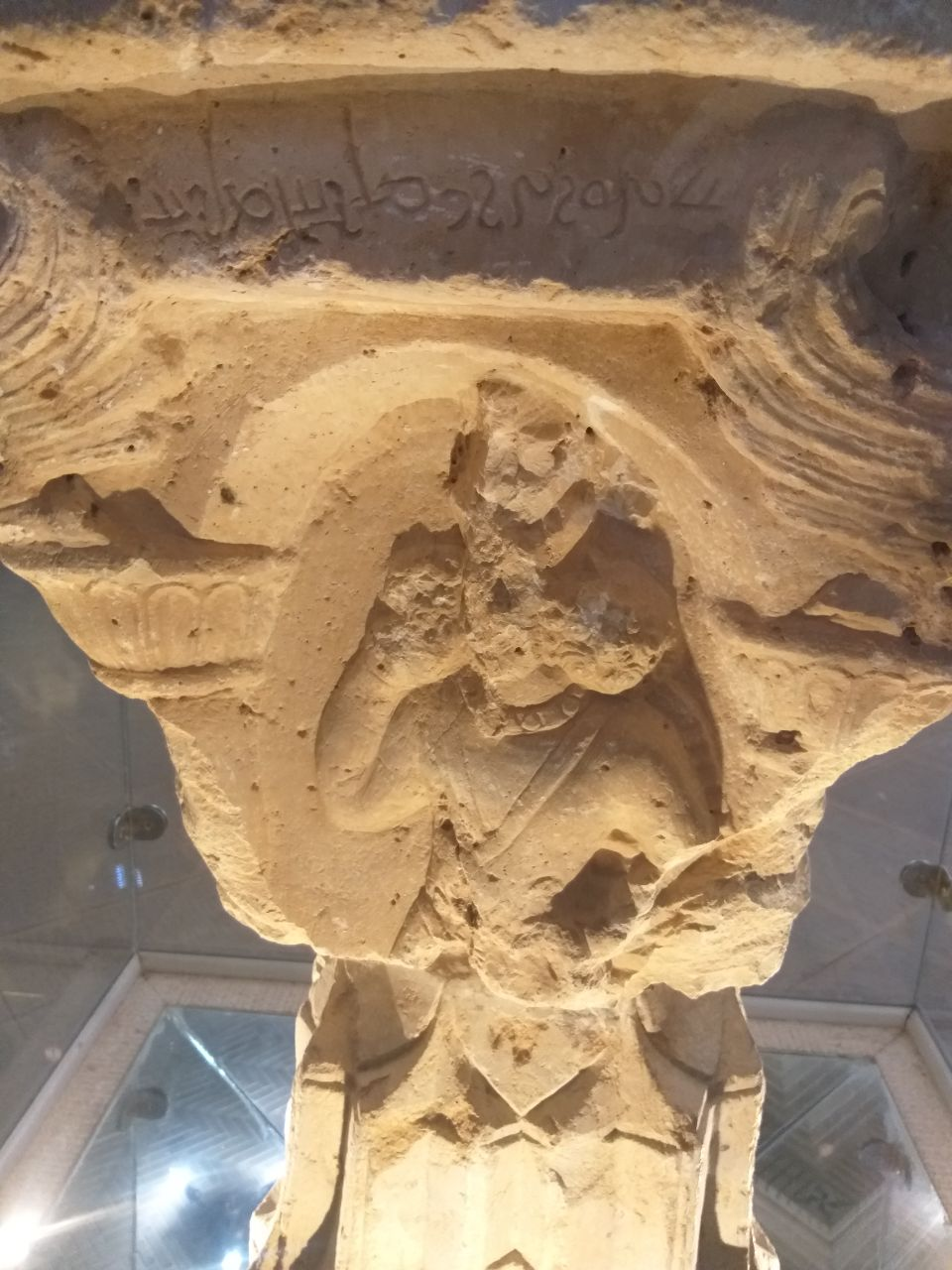
نام و تصویر شاپور یکم
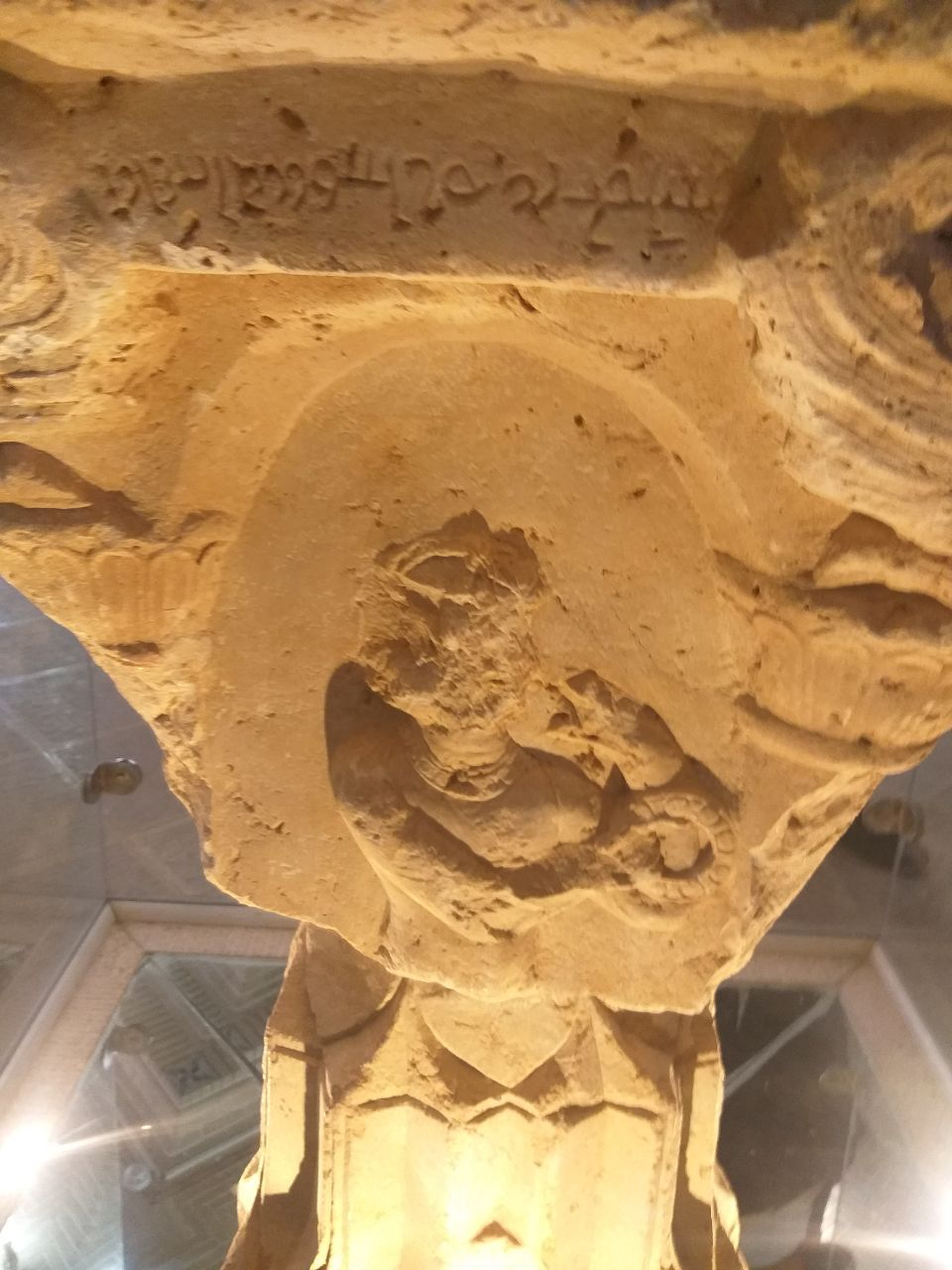
نام و تصویر ابنون
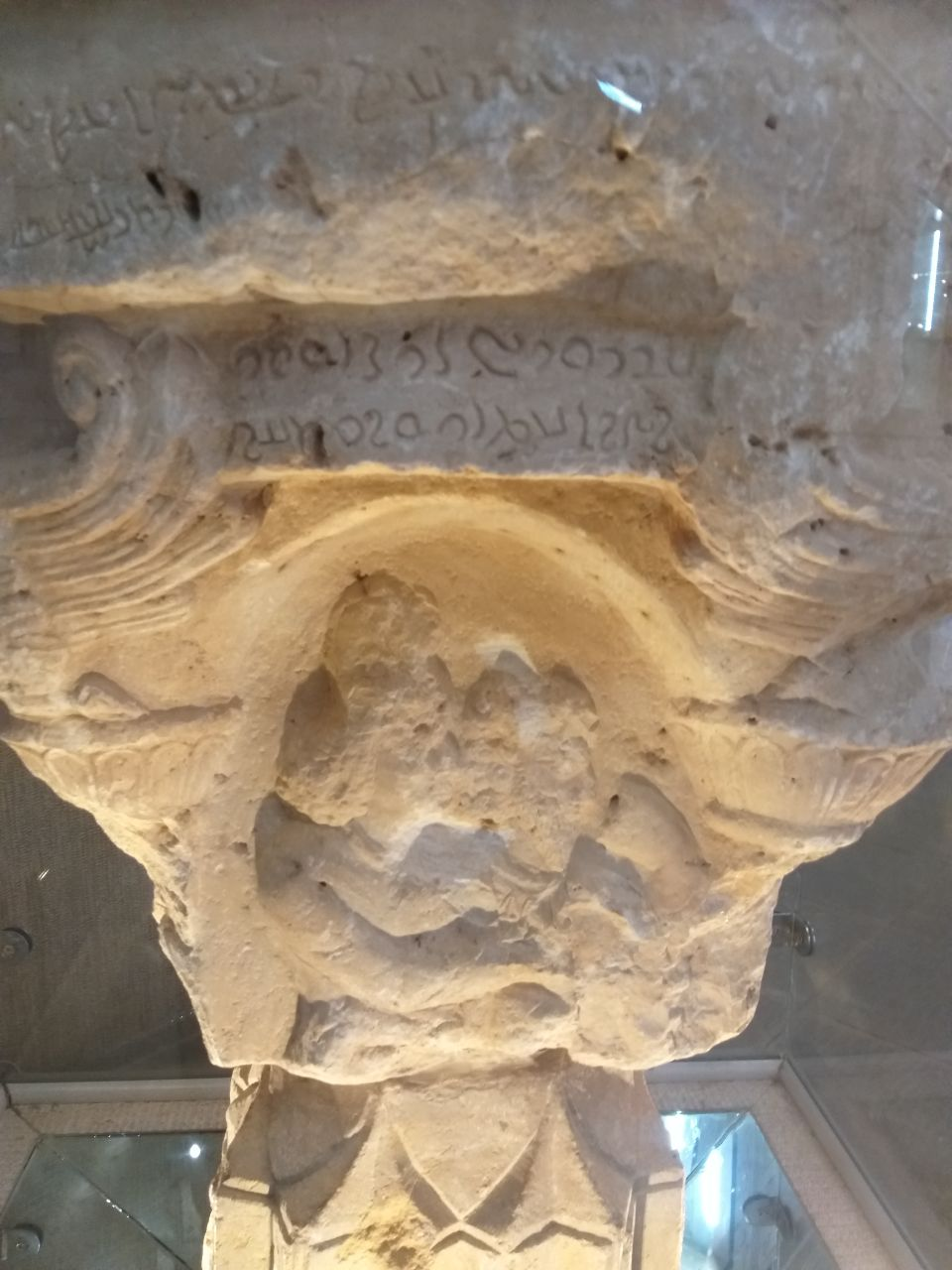
نام و تصویر بهنام و اسپیز